# Сепеда Варгас, Мануэль
Мануэль Сепеда Варгас (исп. Manuel Cepeda Vargas; 13 апреля 1930 — 9 августа 1994) — государственный и политический деятель Колумбии левого толка. С 1990 по 1994 год занимал должность президента Патриотического союза Колумбии, с 1992 года — также генерального секретаря Колумбийской коммунистической партии.

## Биография
Мануэль Сепеда Варгас родился 13 апреля 1930 года в колумбийском городе Армения. В 1953 году окончил юридический факультет в Университете Кауки. В университете Мануэль увлекся идеями социализма и вступил в Коммунистическую партию Колумбии. В 1964 году был подвергнут тюремному заключению. В тюрьме Ла Модело написал книгу стихов Vencerás Marquetalia, посвящённую повстанческой Республике Маркеталия.
В 1980-х годах была образована партия Патриотический союз, лидером которой стал бывший судья Хайме Пардо Леаль. Ультраправые боевики из эскадронов смерти братьев Кастаньо и члены наркокартелей физически уничтожали членов ПС. Так, Хайме Пардо Леаль стал жертвой киллера, а затем его преемник Бернардо Харамильо Осса был застрелен в аэропорту Боготы.
После того, как Мануэль Сепеда Варгас стал лидером Патриотического союза, ультраправые боевики и в отношении него вынесли смертный приговор. 9 августа 1994 года Сепеда Варгас управлял автомобилем в Боготе, когда вдруг раздались выстрелы из соседнего автомобиля. Мануэль Сепеда Варгас скончался на месте покушения от огнестрельных ранений в лицо.